# Cisaruni
Cisaruni is een bestuurslaag in het regentschap Tasikmalaya van de provincie West-Java, Indonesië. Cisaruni telt 5282 inwoners (volkstelling 2010).